# 松陰寺太勇
松陰寺 太勇（しょういんじ たいゆう、1983年11月9日 - ）は、日本のお笑い芸人、シンガーソングライター（50PA）で、お笑いコンビ・ぺこぱのツッコミ（ノリツッコまない漫才）、ネタ作成担当である。本名は松井 勇太（まつい ゆうた）。相方はシュウペイ。サンミュージックプロダクション所属。

## 来歴
山口県光市生まれ。姉と妹2人という4人兄弟の中、穏やかな環境で育つ。
山口県立光丘高等学校を経てキャットミュージックカレッジ専門学校（サウンドエンジニア専攻）卒業。元々はバンドマンで、高校時代はGLAY、LUNA SEA、X JAPAN、WANDSのコピーバンドをしていた。専門学校時代は裏方である音響エンジニアだったが、卒業後はプロミュージシャンを目指して上京。バンドメンバー募集のサイトを通じ何人ものバンドマンとスタジオに入るも、どのメンバーもレベルが高く付いていけないと感じ挫折してしまったと振り返っている。
その後、テレビで観た狩野英孝に衝撃を受けたことやエンタの神様を観ていたことをきっかけに「ミュージシャンじゃなくても舞台に立てることは同じ」と考え、養成所に通うことなくピン芸人「松井祭」として活動開始。コンビを組むまでは月に1回ライブに出るか出ないか程度の活動をしていた。本人によると、この松井祭時代は「消したい過去」との事。
2007年頃、アルバイト先だった渋谷の居酒屋でシュウペイと出会う。シュウペイの第一印象は「彼がギャル男だったので、すごい、ギャル男って本当にいるんだ！と思った。縦ノリで皿を洗う姿を見て、こいつとコンビ組んだら面白くなりそうだと思った」と話している。その時自分は、ズボンのファスナーからマフラーを出していた状態だったという。シュウペイに惚れ込んだ松陰寺は約半年間彼をお笑いの世界に誘い続け、2008年4月30日にぺこぱ（当時の芸名は先輩×後輩）を結成。
2015年、『R-1ぐらんぷり』で3回戦まで進出。
2016年1月、自主製作CD『風』を発売。松陰寺自身が収録楽曲（全9曲）全ての作詞・作曲・編曲、演奏、レコーディングを手掛けた。2017年にはセカンドアルバム『雪（せつ）』も発表。。
2018年4月、12年間アルバイトとして勤めていたカレー店が閉店。そのあと勤め始めた葬儀屋の仕事も相まって、とても辛い時期だったという。同年『M-1グランプリ2018』にて初の準々決勝に進出。
2019年春に結婚（『高田文夫のラジオビバリー昼ズ』（ニッポン放送、2020年1月17日放送）にて報告）。当時すでに結婚したことはメディアで公表していたが、誰も話題を拾ってくれなかったと話している。
結成12年目にして初の決勝戦進出となった『M-1グランプリ2019』にて、第3位となりブレイクを果たす。
2020年10月には50TAの公式ライバル｢50PA｣(ふぃふぴーえー)として参戦。
2022年10月9日、第1子女児が誕生。12日（11日深夜）、レギュラーラジオ番組『ぺこぱのオールナイトニッポン0』の放送内で報告した。
2024年1月23日、山口県庁にて山口県知事より「山口ふるさと大使」の委嘱状が交付された。
2025年4月22日、SNSで、同月16日に第2子である次女が誕生したことを報告した。

## 人物
2014年、芸人としての仕事がほとんどなく、テレビでドラマの再放送観賞を楽しみとしていたころに観た『花より男子』に登場する道明寺司（松本潤が演じている）のかっこよさに衝撃が走り「こういうのやってみたい」と考えるようになる。また道明寺司という名前自体もかっこいいと感じたことから、自身の本名である松井から「松」を取り、「道明寺」の音の響きと組み合わせ「松陰寺」という名字を考案。そこへ本名である勇太の文字を反対にした「太勇」を加えた松陰寺太勇が芸名となる。松陰神社は自分の聖地と発言している。また、本名の松井勇太名義で活動することもある。
衣装は紫のスーツ（M-1グランプリ2019決勝から）で、メイクをしたホスト風のキザキャラを演じる。またノリツッコまないボケが特徴である。頭を振る独特の動きやキャラのモチーフはCHAGE and ASKAのASKA。また「俺」を「フォレ」と言い換えるなど、一文字を「ファ」「フィ」「ヒュ」「フェ」「フォ」に換言することが特徴的であり、これは自身のTwitterでも頻繁に用いられている。
趣味は野球で、高校時代は野球部に所属していた。千葉ロッテマリーンズのファン。子どものころは読売ジャイアンツのファンで、広島市民球場に足を運び巨人の応援をしていた。しかし、当時弱かったマリーンズを野球ゲームを通じて認識し、プレイしていくうちに奥の深さを知りファンになる。夢は同球団の本拠地である千葉マリンスタジアム（現・ZOZOマリンスタジアム）で始球式をすることと明言していたが、2021年4月20日に同球場にて行なわれた千葉ロッテマリーンズ対北海道日本ハムファイターズ戦の始球式にコンビで登場し、夢が実現。ホットパンツ姿で球審を務めたシュウペイから「ボール」と判定されたが、素晴らしいピッチングを見せた。また、千葉ロッテマリーンズが試合に負ける、あるいは引き分けるとTwitterに｢実質勝ち｣というような前向きな一言をツイートすることが恒例になっている。
その他の趣味は、ニュースウォッチ（政治）、日本史（特に幕末）、作曲。特技は自転車。座右の銘は「人にはいろいろ事情がある」。
最も貧乏だったころは、節約のためにコンタクトレンズを左目のみ装用していた。外国製の激安商品でアレルギー反応を起こすことから、1日使い捨てタイプ（ワンデイ）しか使えず、月に2万～3万円かかったという。
自宅で「のすけ」という名前のジャックラッセルテリアを飼っている。
お笑い第七世代と言われているが、「2008年にコンビ結成しているので第七世代ではない」と公言している。

## 出演

### 現在のレギュラー

#### テレビ
- す・またん! &ZIP! (火曜レギュラー) (読売テレビ、2024年10月8日 - )（月1回の出演）
- かんさい情報ネットten.（読売テレビ、2025年1月28日 - ）（月1回の出演）

#### ネット配信
- ABEMA Prime（ABEMA、2023年5月31日 - ）（2024年4月8日より月2回レギュラー出演）

- トーク番組「カズレーザーと松陰寺のチルるーム」（2022年10月20日 - 、毎週月曜日・木曜日に配信、金曜日も（必ずではない）配信（2025年2月7日以降））

### 不定期出演

#### テレビ
- 有田ジェネレーション（TBS、2016年7月5日 - 2017年9月7日（レギュラー）、2019年2月28日）
- 歴史漫才 ヒストリーズ・ジャパン（東名阪ネット6、2017年7月 - 9月）
- 球辞苑～プロ野球が100倍楽しくなるキーワードたち～
  - 「チェンジアップ」（NHK BS、2020年2月1日）
  - 「完全試合」（NHK BS、2022年12月25日）
  - 「ファン投票SP in 横浜」（NHK BS、2025年8月24日）
- オオカミ少年 「佐藤健&竹内涼真のNGは本物か演技? 見破れるか☆ダウンタウン浜田」 （TBS、2020年3月14日）
- ジャンクSPORTS「三浦知良・貴乃花・武豊…スポーツのスゴい話13連発！」（フジテレビ、2020年6月7日）
- ネタパレ「話題沸騰! バーチャル大喜利にぺこぱ松陰寺・四千頭身後藤・ぼる塾田辺」（フジテレビ、2020年6月19日）
- 有吉×巨人2020 ☆アンチG有吉による巨人応援番組☆（日本テレビ、2020年7月7日・14日）
- ロンドンハーツ 「新春3時間SP 豪華38名男芸人スポーツテスト & 奇跡の一枚」（テレビ朝日、2021年1月5日）
- 踊る!さんま御殿!! 「地元大好き芸能人が大集合! 中国地方バトル」（日本テレビ、2021年6月1日）
- The Gift（日本テレビ、2021年6月7日）
- お笑い実力刃（テレビ朝日、2021年10月27日）
- NHK短歌 題 「時間」（NHK Eテレ、2021年11月7日）
- 学ぼう!マンガ大学院（テレビ朝日、2021年11月20日）
- お願い!ランキング presents そだてれび 『文章力豊かな芸人が愛するものへの想いをしたためる新企画「文才芸人」』（テレビ朝日、2022年4月4日・12日）
- 実況! 世界わくわく映像祭 （TBS、2022年5月11日）
- もしも、この町に住んだら ＜有名人が住みたい町に妄想引っ越し&町ブラ!＞ （テレビ東京、2022年7月2日）
- チコちゃんに叱られる! ▽ポテトチップスの謎 ▽浴衣とは ▽赤ちゃんの不思議（NHK、2022年7月9日）
- 「中居正広のプロ野球魂 2022〜快挙だらけ! オールスターもすごいぞSP〜」（テレビ朝日、2022年7月23日）
- 首都圏情報 ネタドリ!「急増! 電動キックボード　“新たな乗り物”の可能性」（NHK、2022年9月2日）
- Yスペ!「人がいないなら呼べばいい ローカル線 魅力再発見の旅」- ナレーション（NHK 山口放送局、2022年11月25日）
- 日曜日の初耳学（テレビ朝日、2023年2月19日）
- 踊る!さんま御殿!! 3時間スペシャル 「魅力度ランキング “ワースト5”」日本テレビ、2023年4月4日）
- アメトーーク! 「ありがとう! 侍ジャパン芸人」（テレビ朝日、2023年4月6日）
- 堀潤モーニングFLAG（TOKYO MX、2023年5月30日 - ）
- 堀潤激論サミット（TOKYO MX、2023年5月30日 - ）
- スマホで昆虫ズカーン!「この夏 虫たちを”撮って”オリジナル図鑑を作ろう」 - MC（NHK Eテレ、2023年8月17日）
- 杉谷拳士が取材中 「ロッテファン歴30年! ぺこぱ 松陰寺が語る ロッテ夢の歴代ベストナイン」（テレビ朝日、2023年8月17日）
- 水曜日のダウンタウン「街で同じベースボールキャップを被ってる人を集めて野球対決…ニューヨーク・ヤンキース vs 読売ジャイアンツ」（TBS、2023年9月20日）
- さんいんスペシャル×Yスペ! あのときを取材中「鳥取×山口」（NHK 山口・鳥取・松江放送局、2023年9月29日）
- 今週木曜夜はフジ芸人ロックフェスライブ配信!直前SP（フジテレビ、2023年10月2日）
- 出川哲朗の充電させてもらえませんか?「ぺこぱ松陰寺と琵琶湖ぐるり完結編」（テレビ東京、2023年10月7日）
- フジ芸人ロックフェス2023 先取りダイジェストSP（フジテレビNEXT（CS）、2023年10月11日）
- さんいんスペシャル×Yスぺ! あのときを取材中「島根×山口」（NHK 山口・松江放送局、2023年10月20日）
- 「【生放送】プロ野球ドラフト後夜祭！2023」（スカイA（CS）、2023年10月26日）
- ダグアウト!!! 野球トークバラエティ #5、6、49、70（BS10、2023年10月31日、11月7日、2024年9月24日、2025年3月3日）
- ヴィランの言い分 「静電気」（NHK、2023年11月11日）
- 熱狂マニアさん!「箱根VS熱海！年末年始行くなら？マニア激押し新スポット次々解禁」（TBS、2023年12月9日）
- 坂上くんvs偏愛さん（テレビ朝日、2024年1月14日）
- 有吉ぃぃeeeee!（テレビ東京、2024年1月28日）
- クイズプレゼンバラエティー Qさま!!（テレビ朝日、2024年1月29日 - ）
- 週末おでかけコンシェルジュ どーよ!（中京テレビ、2024年2月10日）
- おはスタ（テレビ東京、2024年4月22日、4月29日、5月6日、2025年3月31日）
- 池上彰のニュースそうだったのか!! 「実は知らない日本 都道府県SP」（テレビ朝日、2024年5月4日 - ）
- THEパニックGP（日本テレビ、2024年5月20日、27日）
- 千鳥のクセスゴ! 2時間SP（フジテレビ、2024年6月2日、9月29日）
- 超町人!チョコレートサムネット （メ〜テレ、2024年6月23日）
- あさイチ 「愛(め)でたいnippon いま行っておきたい!山口」（NHK総合、2024年6月27日）
- 新天才クイズ 2024夏（中部日本放送、2024年8月17日・24日）
- 24時間テレビ「愛は地球を救う」47に「ヒルナンデス!バンド」で松陰寺はギター担当で出演（日本テレビ、2024年9月1日）
- バリはやッ!ZIP!「松陰寺さん、あのね!」コーナー （福岡放送、2024年9月23日 - 2024年10月3日・2024年12月23日・2024年12月24日）
- 趣味どきっ! 歩く歩く まんぽ旅 街の魅力を再発見(1) 歴史的な名建築を探す（NHK Eテレ、2024年10月7日 ）
- バリはやッ!ZIP!（福岡放送、2024年10月21日・11月4日）
- Yスペ!&コネクト あのときを取材中 広島 & 山口（NHK 山口放送局、2024年10月25日）
- こどもちょうせんバラエティ いろりろ（読売テレビ、2024年11月3日・11月10日・11月17日・2025年6月22日）
- 行くぜ地球の特等席！ロマンチック少年ボーイ★ロケットスカイツリー & 奄美の動物絶景（TBS、2024年11月17日）
- 趣味どきっ! 歩く歩く まんぽ旅 街の魅力を再発見(7) 土地の漢字を探す（NHK Eテレ、2024年11月18日）
- しゃべくり007（日本テレビ、2024年11月25日）
- オオカミ少年（TBS、2024年11月29日）
- 教えて！気になるアレ どうなっten（読売テレビ、2024年12月23日）
- M:ZINE 最新K-POPのヒミツ 韓国弾丸取材ツアー（テレビ朝日、2025年1月10日・17日・24日・2月7日・14日・21日）
- いくらかわかる金? 磯丸水産で柔道メダリストが満腹!新人アナがビール売り子に挑戦（TBS、2025年1月11日）
- M:ZINE「完全版」最新K-POPのヒミツ 弾丸取材ツアー 〜超人気K-POPアーティストに会いまくりSP〜「前編」（CSテレ朝チャンネル1、2025年1月26日）
- 出川哲朗のクイズほぉ〜スクール（NHK Eテレ、2025年2月3日・10日 ）
- LIFE IS MONEY 〜世の中お金で見てみよう〜（テレビ東京、2025年2月11日）
- キン・ドニーチ（テレビ愛知、2025年2月21日・28日）
- M:ZINE 完全版 韓国弾丸取材ツアー 〜超人気K-POPアーティストに会いまくりSP〜「後編」（CSテレ朝チャンネル1、2025年2月23日）
- ～地元プレゼンコロッセオ～ 熊本×山口 県闘士（熊本朝日放送・山口朝日放送、2025年3月8日）
- 新天才クイズ 2025春（中部日本放送、2025年3月22日・29日）
- ロンドンハーツ カラオケ耐久連続成功 仕掛け人がツライよドッキリ60分拡大SP（テレビ朝日、2025年3月25日）
- 池上彰のニュースそうだったのか!! 「あなたはわかる? 2択で知る日本」（テレビ朝日、2025年4月26日）
- M:ZINE「世界で活躍中! NCT YUTAの魅力を大特集!」（テレビ朝日、2025年5月3日・10日・17日）
- M:ZINE 完全版〜世界で活躍する日本人アーティストのパイオニアNCT YUTAの魅力大全開SP（CSテレ朝チャンネル1、2025年5月25日）
- LIFE IS MONEY〜世の中お金で見てみよう〜（テレビ東京、2025年6月3日）
- カズレーザーと学ぶ。（日本テレビ、2025年7月1日）
- THE MUSIC DAY 2025 （日本テレビ、2025年7月5日）- ヒルナンデス!バンドのギターとして出演
- 笑神様は突然に… 家族皆で爆笑SP（日本テレビ、2025年7月31日）
- わんにゃん観察アニマリング☆スノーマン佐久間がワンちゃんネコちゃんの夢を全力応援（TBS、2025年8月1日）
- 目指せ!! アウトレット芸人10 #10 (千葉テレビ、2025年8月5日)
- M:ZINE マルチな才能! B&ZAIの魅力（テレビ朝日、2025年8月9日・16日・23日）
- 新天才クイズ 2025夏（中部日本放送、2025年8月9日・16日）

#### ラジオ
- TOKYO SPEAKEASY メイプル超合金 カズレーザーと対談（TOKYO FM、2021年4月27日）
- TOKYO SPEAKEASY 千葉ロッテマリーンズ 荻野貴司選手と対談（TOKYO FM、2021年12月21日）
- ニッポン放送ショウアップナイタースペシャル ラジオペナントレース「新春 大補強スペシャル！」（ニッポン放送、2024年1月13日）
- ニッポン放送ショウアップナイタースペシャル ラジオペナントレース「パ・リーグファン集合！今シーズンのパ・リーグを大予想！」（ニッポン放送、2024年3月16日）
- 森久保祥太郎の今週わず（ベイエフエム、2024年4月19日）
- ニッポン放送ショウアップナイター ラジオペナントレース（ニッポン放送、2024年6月8日）
- SPORTS BULL presents 石橋貴明のGATE7（TBSラジオ、2024年6月23日・30日）
- ニッポン放送ショウアップナイター ロッテ×オリックス（ニッポン放送、2024年7月13日）
- ニッポン放送ショウアップナイター ラジオペナントレース 1時間まるごと千葉ロッテマリーンズスペシャル（ニッポン放送、2024年11月30日）
- みんなでシナぷしゅラジオ（文化放送、2025年3月20日）- メインパーソナリティ
- ニッポン放送ショウアップナイタースペシャル　ラジオペナントレース（ニッポン放送、2025年3月29日）
- ASKA Terminal Melody（TOKYO FM、2025年6月15・22日）

#### ネット配信
- ロンドンハーツ TELASA限定オリジナル企画「究極恋愛シミュレーション ラブマゲドン」（TELASA、2022年3月30日）
- 「EXILE SHOKICHIのMUSIC JAM」（CL（LDH所属グループ・アーティストのライブキャスト動画やMVを視聴できるサービス）とavex YouTubeチャンネル、2023年12月2日・26日）
- MLB開幕戦直前情報番組「恋する♡MLB」（ABEMA　SPORTS LIVE1チャンネル、2024年3月20日）
- AT-DX（アニメ紹介型動画配信サイト）「#アニバ声優～記念に〇〇してみた～」番組見届人（ナレーション)（2024年3月23日 - ）
- 「緊急渡米！石橋貴明のベースボールのおかげです。」（ABEMA SPECIALチャンネル、2024年3月28日・4月4日・11日・18日・25日）
- アニメ・ポップカルチャー情報番「SHIBUYA ANIME BASE」（ABEMA、2024年5月10日・6月21日・7月19日）
- 「超ハイテンションクッキング!! ～マーガリンで最高の朝食を～」（ABEMA、2024年9月29日）
- 「石橋貴明のポストシーズンのおかげです。」（ABEMA SPECIAL 2チャンネル、2024年9月30日）
- ABEMA Prime 総選挙SP - MC （ABEMA、2024年10月27日）
- Channel恐怖 ぺこぱ松陰寺太勇の都市伝説学園中等部 - MC・冠番組 （Amazon Prime Video、ニコニコチャンネル 、YouTube（メンバーシップ） 、2025年6月5日 - ）

- スポーツナビ「荻野貴司の応援歌をぺこぱ松陰寺太勇が熱唱! スポーツナビ プロ野球開幕ムービー」、（2022年3月25日）
- 千葉ロッテマリーンズ 公式チャンネル
  - 「選手も騒然!あの有名芸能人が練習試合にやってきた!恐る恐るカメラが接近『広報カメラ』」、（2024年2月16日）
  - 「広報困惑!ロッテ好き芸人がマリーンズ最強助っ人陣などにアポなし直撃。一部始終をカメラが撮影!『広報カメラ』」、（2024年7月15日）
  - 「あの超有名お笑い芸人が石垣島春季キャンプ初登場!その一部始終をカメラが撮影!『広報カメラ』」、（2025年2月13日）」
- 日テレ公式チャンネル
  - ヒルナンデス!バンド「青と夏」、（2024年8月8日）（2024年7月22日（月）に国立代々木競技場第一体育館で行われたバスリズムLIVEにオープニングアクトとして出演時の映像）
  - ヒルナンデス!バンド テーマ曲MV「いつものところで」、（2025年5月19日）
- 斎藤佑樹 野球場プロジェクト「『ぺこぱ松陰寺』バッティング3打席勝負でまさかの結末が..!!!」、（2025年3月13日）
- 熱スギヤch【杉谷拳士 公式】チャンネル
  - 「ファンになったきっかけは弱かったから!? マリーンズファン ぺこぱ松陰寺が登場! 歴代のベストナインに必ず入れたい選手とは?」、（2025年6月25日）
  - 「【WBC2026】まさかのあの選手が選出!? ぺこぱ松陰寺が侍ジャパンメンバーをガチ予想!」、（2025年6月28日）

### テレビドラマ
- ＃リモラブ 〜普通の恋は邪道〜 第2話（日本テレビ、2020年10月21日） - 「檸檬」の声（ぺこぱの優しいツッコミをする人）として声だけ出演[32]

### 舞台
- BOOK ACT「芸人交換日記」（2021年1月6日）[33]

### 雑誌・ウェブメディア
- 後期のひよこクラブ 2025年冬号 別冊付録② 「1才･2才･3才の子育て どうなる?どうする?BOOK」（ベネッセコーポレーション、2024年11月15日 発売）
- CHANTO WEB（主婦と生活社、2025年5月16日）

### トークライブ
- 「僕らはいつか番組アンケートに殺される！」（西新宿ナルゲキ、2023年10月20日）
- 「開運迷子〜どのご利益か分からなくなってきました…」（西新宿ナルゲキ、2024年2月4日）
- 「安藤なつと松陰寺の怪しい六畳一間」（ナルチカ、2024年4月5日）
- 「松陰〝神〟たける優太の神話ライブ」（西新宿ナルゲキ、2024年7月6日）

### 音楽ライブ・フェス
- 「フジ芸人ロックフェスティバル 2023」 ギター担当 （お台場特設会場（フジテレビ湾岸スタジオ）、2023年10月5日）
- 「M:ZINE LIVE」（テレビ朝日「M:ZINE」初の番組イベント）（さいたまスーパーアリーナ、2025年9月9日予定）- MC